# Cavan (grevskap)
Cavan (iriska: Contae an Chabháin) är ett grevskap på Irland. Huvudort är staden Cavan. Grevskapet gränsar mot Fermanagh (i Nordirland), Monaghan, Meath, Westmeath, Longford och Leitrim.
Grevskapet Cavan upprättades av Elisabet I av England.

## Städer och samhällen
- Arvagh
- Bailieborough, Ballinagh, Ballyjamesduff, Bawnboy Belturbet, Blacklion, Butlersbridge
- Cavan, Cootehill
- Dowra, Glengevlin
- Killeshandra, Kingscourt
- Stradone
- Virginia